# فيليي
فيليي (بالإيطالية: Veglie)‏ هي بلدية في مقاطعة ليتشي في إقليم بوليا الإيطالي.

## السكان
في سنة 1861 بلغ عدد السكان 2٬259 نسمة، وتطور العدد ليصل في سنة 2011 لـ 14٬304 نسمة.
يظهر هذا المخطط البياني تطور النمو السكاني لـ فيليي